# Exochus mandibularis
Exochus mandibularis är en stekelart som beskrevs av Joseph Augustine Cushman 1922. Exochus mandibularis ingår i släktet Exochus och familjen brokparasitsteklar. Inga underarter finns listade i Catalogue of Life.